# Сущёво (Суздальский район)
Сущёво — деревня в Суздальском районе Владимирской области России, входит в состав Новоалександровского сельского поселения.

## География
Деревня расположена на берегу реки Рпень в 12 км на юго-восток от центра поселения села Новоалександрово и в 3 км на север от города Владимир.

## История
В конце XIX — начале XX века деревня входила в состав Богословской волости Владимирского уезда. В 1859 году в деревне числилось 27 дворов, в 1905 году — 29 дворов с усадьбой Ю.Д. Смирнова, в 1926 году — 32 хозяйств.
С 1929 года деревня входила в состав Красносельского сельсовета Владимирского района, с 1959 года — в составе Сновицкого сельсовета, с 1965 года — в составе Суздальского района.

## Население
| 1859 | 1905 | 1926 |
| ---- | ---- | ---- |
| 186  | 133  | 153  |

| 1859 | 1905 | 1926 | 2002 | 2010 | 2021 |
| ---- | ---- | ---- | ---- | ---- | ---- |
| 186  | ↘133 | ↗153 | ↘48  | ↗61  | ↗83  |